# Szebeni István
Szebeni István (Balassagyarmat, 1976. július 7. –) magyar televíziós műsorvezető.

## Életpályája
Szülei Szebeni István és Czinege Erzsébet. A debreceni Kölcsey Ferenc Református Tanítóképző Főiskola testnevelő szakán végzett 1997-2001 között. Televíziós pályáját a Debrecen Televíziónál kezdte, ahol a híradónak volt a riporter-műsorvezetője 1999–2001 között. A Magyar Televízió híradójának műsorvezetőjeként dolgozott 2001–2002 között, amikor a TV2 megkereste. 2002-ben szerződött a kereskedelmi csatornához. 2008 nyarán hagyta el a TV2-t, azóta a Duna Televízió műsorvezetője. Később Alföldi Zoltán helyére került a Híradóban. Azonban itt 2013 tavaszán az egyik késő esti (tehát felvételről adásba kerülő) Híradóban káromkodott, igaz, a "megállunk" vezényszó után, (amikor a kameráknak már nem kellett volna rögzíteniük). Az MTVA azonnali hatállyal felmondta az ő, illetve három technikus szerződését.
2016-ban ismét a TV2 alkalmazásába állt, először 2016. áprilisától a Mokka, majd 2016. októberétől a Tények című műsort vezette a hétvégi napokon műsorvezető társával, Andor Évával 2017. decemberéig, illetve a késő esti Tényeket alkalmanként.
2018-tól 2019-ig az Echo TV munkatársa volt.
2019. április 15-től a SuperTv2-n látható, valamint ismét a hétvégi Tények műsorvezetője lett Andor Éva mellett. Később a Tények Reggel és a Tények Délben műsorvezetője lett. 2023. júniusától nem volt látható a képernyőn, július elején pedig bejelentették, hogy már nem dolgozik a Tényeknél. Helyét augusztustól Varga Attila, a Tények felelős szerkesztője vette át.

## Műsorai
- Magellán (2002-2008)
- Aktív (2002-2008)
- Ilyenek voltunk! – 10 éves a TV2 (2007)
- Lélek Boulevard (2008)
- Térkép
- Campus Fesztivál – 2009 (2009)
- Híradó – 2012-2013
- Mokka (2016)
- Tények (2017, 2019-2023)